# Harry Maione
Harry "Happy" Maione (7 de octubre de 1908 – 19 de febrero de 1942) fue un mafioso neoyorquino que actuó como sicario de Murder, Inc., el brazo armado del Sindicato nacional del crimen durante los años 1930. Maione fue apodado "Happy" debido a que su cara mostraba una eterna mueca.

## Primeros años
De joven, Maione lideró a los Ocean Hill Hooligans, una pandilla callejera italiana en el barrio de Ocean Hill, Brooklyn. Su protegido en esta pandilla fue Frank "The Dasher" Abbandando. Maione tuvo un hijo, Albert Maione, quien eventualmente se convirtió en un asociado de la familia criminal Gambino. El hermano mayor de Maione fue Louis "The Duke" Maione.
En 1931, Maione y Abbandando ayudaron a Abe "Kid Twist" Reles y Martin "Bugsy" Goldstein a eliminar a sus rivales mafiosos, los hermanos Shapiro (Meyer, Irving, y William). Previamente ese mismo año, los Shapiro habían tratado sin éxito de asesinar a Reles y a Goldstein. Meyer Shapiro entonces secuestró a la enamorada de Reles y la violó. Reles y Goldstein buscaron venganza y los dos quisieron apropiarse de las operaciones de los Shapiro. El 11 de julio de 1931, Irving Shapiro fue tiroteado cerca de su apartamento. El 17 de septiembre de 1931, Meyer fue encontrado muerto en el sótano de un edificio de inquilinato en el Lower East Side de Manhattan.

## Murder, Inc.
Maione, Abbandando, Reles, y Goldstein entonces empezaron a formar una banda juntos. Se les unió pronto Harry "Pittsburgh Phil" Strauss, Albert "Tick Tock" Tannenbaum, Seymour "Blue Jaw" Magoon, Louis Capone, Charles "The Bug" Workman y Vito "Chicken Head" Gurino.
La pandilla empezó a recibir órdenes para matar bajo sueldo de parte del Sindicato nacional del crimen con la ayuda del jefe del sindicato Joe Adonis. La pandilla pronto se convirtió en la escuadra oficial de sicarios del sindicato y fue llamada "Murder, Inc." por la prensa. Maione actuó como el enlace italiano con los miembros judíos de Murder, Inc.; Reles fue su contraparte en el lado judío. Murder, Inc. estaba dirigido por el brutal Louis "Lepke" Buchalter (otro miembro de la junta del sindicato) y el terrible Albert "The Executioner" Anastasia. Maione mató al menos a 12 hombres mientras trabajaba para Murder, Inc.

## Eliminación de potenciales testigos
A mediados de los años 1930, el fiscal de Nueva York Thomas E. Dewey se centró en investigar a Buchalter. En respuesta, Buchalter empezó a eliminar a todos los potenciales testigos. Murder, Inc., mató a cualquiera de quien Buchalter sospechara de ser un informante. El usurero George "Whitey" Rudnick fue una de sus víctimas; fue asesinado por Maione, Abbandando y Strauss el 11 de mayo de 1937.
En 1940, Reles se convirtió en un informante para el gobierno. Entonces implicó a Maione y Abbandando en el asesinato de Rudnick. Según Reles, los hombres mataron a Rudnick y empezaron a cargarlo en su automóvil. Entonces, el supuesto cadáver empezó a toser. Para terminar de matarlo, Strauss lo apuñaló 63 veces con un picahielos y Maione enterró un hacha de carnicero en su cráneo.
En mayo de 1940, Maione fue declarado culpable de asesinato en primer grado pero el veredicto fue revocado en apelación. Luego de un segundo juicio, Maione fue declarado culpable de nuevo. Esta vez, el veredicto no fue revocado por la corte de apelación. El 19 de febrero de 1942, Maione, junto con Frank Abbandando, fue ejecutado en la silla eléctrica en la prisión de Sing Sing en Ossining, Nueva York.